# Комацу Сакьо
Сакьо Комацу (小松 左京 Комацу Сакьо, січень 28, 1931 – липень 26, 2011), справжнє ім'я Мінору Комацу (яп. 小松実 Комацу Мінору) — японський письменник-фантаст. Є одним з основоположників та вважається одним з найвидатніших авторів наукової фантастики в Японії. Комацу є автором понад 80 книг.

## Біографія

### Молодість
Народився Мінору "Сакьо" Комацу в Осаці, він був випускником університету Кіото, де він вивчав італійську літературу.

### Кар'єра
Кар'єра письменника Комацу почалась в 1960-их.
У 1961 році він презентував на 1-й конкурсі наукової фантастики SF Magazine в Хаякаві: "Мир на Землі", це була коротка історія, в якій Друга світова війна не закінчується в 1945 році, і молода людина готується захищати Японію від вторгнення сил союзників. За це Комацу отримав шану, та 5000 єн.
Він вигравав цей самий конкурс наступного року з історією "Біографія ексцентричного мандрівника в часі". Його перша новела, Японські апачі, була видана двома роками пізніше і було продано 50,000 копій.
На Заході він відомий насамперед за романи Занурення Японії (1973) і Прощавай, Юпітере (1982). Обидва були екранізовані у вигляді фільмів: Затоплення Японії (1973) і Прощавай, Юпітере (1984). Повість "Дикун Рот" була перекладена Джудіт Меррілл.
Комацу був залучений в організацію Японської світової експозиції в Префектурі Осака в 1970. У 1984, Комацу служив технічним консультантом для живого концерту в Лінці, японського електронного композитора Ісао Томіти. Він переміг 1985 в Nihon SF Taishō Award. Комацу був одним з двох почесних гостей на 65-ій Всесвітній конвенції наукової фантастики у 2007 в Йокогамі, Японія. Це був перший Всесвітній конвент наукової фантастики, який відбувся в Азії.
З Шініші Хоші і Ясутака Цуцуй, Комацу вважався одним з майстрів японської наукової фантастики.

### Смерть
Комацу помер 26 липня 2011 року в Осаці від ускладнень під час пневмонії у віці 80 років. За п'ять днів до його смерті, його щоквартальне видання, Sakyo Komatsu Magazine, випустив номер,в якому головною темою статті були його думки про цунамі 2011 року. У статті, Комацу висловив надію на те, що його країна буде розвиватися після катастрофи. "Я думав, що я був би не проти померти в будь-який день... але тепер я відчуваю, що хочу прожити трохи довше, і дивитись на те, як Японія піде далі, " писав він.

## Твори

### Романи
- На межі нескінченного потоку (1966)
- Nippon Chinbotsu
- Shuto Shōshitsu
- Sayonara Jupiter
- Kyomu Kairo

### Оповідання
- Chi ni wa heiwa o (1963)
- Kage ga kasanaru toki (1964)
- Nihon urimasu  (1965)
- Ikiteiru ana (1967)
- Mokei no jidai (1968)
- Ueta uchū (1968)
- Kesshō seidan  (1973)

### Інші твори
- Nippon Apache-zoku
- Fukkatsu no Hi[9]

### Переклади англійською

#### Романи
- Japan Sinks
- Virus: The Day of Resurrection (Viz Media, 2012)

#### Оповідання
- "The Savage Mouth"
  - The Best Japanese Science Fiction Stories
  - Speculative Japan
- "Take Your Choice"
- "The Kudan's Mother"